# Каджити
Каджи́т[и] (англ. Khajiit, кадж. «житель пустелі») — одна із рас Нірна у світі комп'ютерних ігор TES. Вони розумні, спритні і швидкі. Можливо, каджити є нащадками великих пустельних котів. Завдяки природній спритності і акробатичним навичкам із них виходять неперевершені крадії. Всі каджити вміють бачити в темряві
Каджити вважають, що їх створила даєдрична принцеса Азура. Інші представники цієї раси думають, що їх творець — Хірсін (Гірцин).  І в тому, і в іншому разі є їхня спорідненість із босмерами.
Дуже різноманітна раса. Відомі майже звіроподібні каджити, як Сенч-рат, або майже подібні до ельфів як Ом-рат. На Вварденфеллі мешкають тільки Сатей-рат. Фізіологія каджитів не вивчалась досить глибоко, відомо лише, що волосяний покрій який вкриває їх тіло не гомологічний хутру тварин.
Каджити схильні до вживання наркотичної речовини під назвою місячний цукор. Також багато хто п'є скуму — напій, що виробляють із місячного цукру. Відомо, що каджити розмальовують обличчя яскравими фарбами, для того, щоб показати приналежність до певного клану, чи просто заради краси.

## Йа-Ка'джей Каджитів
Йа-Ка'джей (король скуми) — відношення двох місячних фаз Нірна.
Фази Массера (Masser) і Секунди (Secunda) при народженні каджита визначають вигляд, якого він набуде в майбутньому. Новонароджені каджити схожі один на одного, а їхні майбутні специфічні ознаки проявляються через кілька тижнів. Каджитські немовлята менше людських, але розвиваються швидше.
|         |             | Массер    |            |           |            |
| новий   | наростаючий | повний    | спадний    |           |            |
| Секунда | нова        | Сатей     | Тоджай     | Памар     | Даґі       |
| Секунда | наростаюча  | Ом-рат    | Катей-рат  | Сенч-рат  | Альфік-рат |
| Секунда | повна       | Ом        | Катей      | Сенч      | Альфік     |
| Секунда | спадна      | Сатей-рат | Тоджай-рат | Памар-рат | Даґі-рат   |

- Грива (Mane): Це унікальна форма каджита. Згідно з традицією каджитів, одночасно може жити тільки один Грива і є думка, що Грива багаторазово відроджується в різних тілах. Ще не було зареєстровано жодного випадку боротьби одного з Грив з іншим за владу. Також невідомо, чи правдиві чутки про те, що правлячий Грива має звичай заздалегідь прибирати всіх своїх можливих конкурентів. Грива може народитися тільки під час рідкісного вирівнювання Массера і Секунди, коли, згідно з легендою, на небосхилі з'являється третій місяць. В давнину каджити збривали свої зачіски в знак поваги до гриви і сплітали їх в локони, які Грива додавав у власну зачіску . Однак населення провінції швидко зростало, і цей звичай став непрактичним.
- Альфік та Альфік-рат (Alfiq & Alfiq-raht): Цей різновид каджитів виглядає як звичайна домашня кішка. Попри те, що Альфіки не вміють говорити, вони розуміють людську мову та дуже ображаються, коли їх називають «домашніми кішками». Вміють чаклувати.
- Даґі та Даґі-рат, (Dagi, Dagi-raht): Єдине, що відомопро цих каджитів, це те, що вони живуть на півдні, в тенмарському лісі, південних джунглях і болотах. Однак, враховуючи те, що ці каджити народжуються при спадному Массері, існує думка, що вони не відрізняються особливо великими розмірами. Є відомості що Дагі та Дагі-рат мають непоганий магічний потенціал.
- Катей і Катей-рат (Cathay & Cathay-raht): Ці звіролюди є одним з видів каджитів Ельсвейру, і схожі на великих прямоходячих ягуарів (або барсів), природжені воїни. Одна з найпоширеніших форм. Катай-рат спритні і граціозні. Вони невеликого зросту, з загостреними вухами, величезними жовтими очима, білим, плямистим і строкатим хутром а також хвостом, схожим на батіг.
- Ом і Ом-рат (Ohmes & Ohmes-raht): Ельфоподібна форма каджитів, схожі на Босмерів, але іноді менше за зростом. При цьому Ом-рат можна відрізнити від ельфів завдяки хвосту і гладкому світлому «хутру», що вкриває тіло. Це найпоширеніша форма каджита, представників якої можна зустріти і за межами провінції Ельсвейр.
- Памар і Памар-рат (Pahmar & Pahmar-raht): Ще один великий «кіт» Тамріеля. Пахмар схожий на тигра і, так само як і Сенч, здоровий і сильний. Пахмар-рат більше і сильніше звичайного Пахмар.
- Сатей і Сатей-рат (Suthay & Suthay-raht): Одна з найпоширеніших різновидів каджитів. Типові звіролюди, природжені бігуни та злодії. В Морровінді як рабів данмери використовують каджитів Сута-рат, оскільки це найпоширеніший різновид у цій провінції.
- Сенч і Сенч-рат (Senche & Senche-raht): Найбільший кіт у Тамріелі, одна з форм каджитів. Вони вище альтмерів і дуже сильні, у них «важкі хутряні шкури». Сенч-рат, сильніший і важчий різновид, ніж Сенч. Їх використовують як їздових тварин дрібніші різновиди каджитів, але навряд чи Сенч дозволить осідлати себе представникам іншої раси.
- Тоджай, Тоджай-рат (Tojay, Tojay-raht): Єдине, що відомо про цих каджитів, це те, що вони живуть там само, де й Даґі та Даґі-рат. Однак, вони народжуються при наростаючому Массері й скоріше за все, схожі на Катай і Катай-рат.

## Відомі каджити
- Один з найзнаменитіших каджитів, як розповідає книга «Кіготь Тигра», це — С'Тазії, що жив у часи III Епохи. Був єдиним каджитом при дворі Імператора Уріеля V.
- М'Айк Брехунець (англ. M'aiq the Liar) — персонаж-«пасхалка».

## Ігрові характеристики

### Атрибути
| Атрибут      | Чол. | Жін. |
| ------------ | ---- | ---- |
| Сила         | 40   | 30   |
| Інтелект     | 40   | 40   |
| Сила волі    | 30   | 30   |
| Спритність   | 50   | 50   |
| Швидкість    | 40   | 40   |
| Витривалість | 30   | 40   |
| Шарм         | 40   | 40   |
| Вдача        | 50   | 50   |

### Навички
- Акробатика (Acrobatics) +10
- Атлетика (Athletics) +5
- Мечі (Blade) +5
- Рукопашний бій (Hand to Hand) +10
- Легкі обладунки (Light Armor) +5
- Безпека (Security) +5
- Прихованість (Sneak) +5

### Особливості
- Деморалізація (Demoralize) — активація раз на добу:
  - 100 од.
- «Око ночі» (Night Eye) — можливість бачити в темряві (необмежена активація):
  - 30 сек.